# Bucyrus Big Muskie
 (avril 2021).
Si vous disposez d'ouvrages ou d'articles de référence ou si vous connaissez des sites web de qualité traitant du thème abordé ici, merci de compléter l'article en donnant les références utiles à sa vérifiabilité et en les liant à la section « Notes et références ».

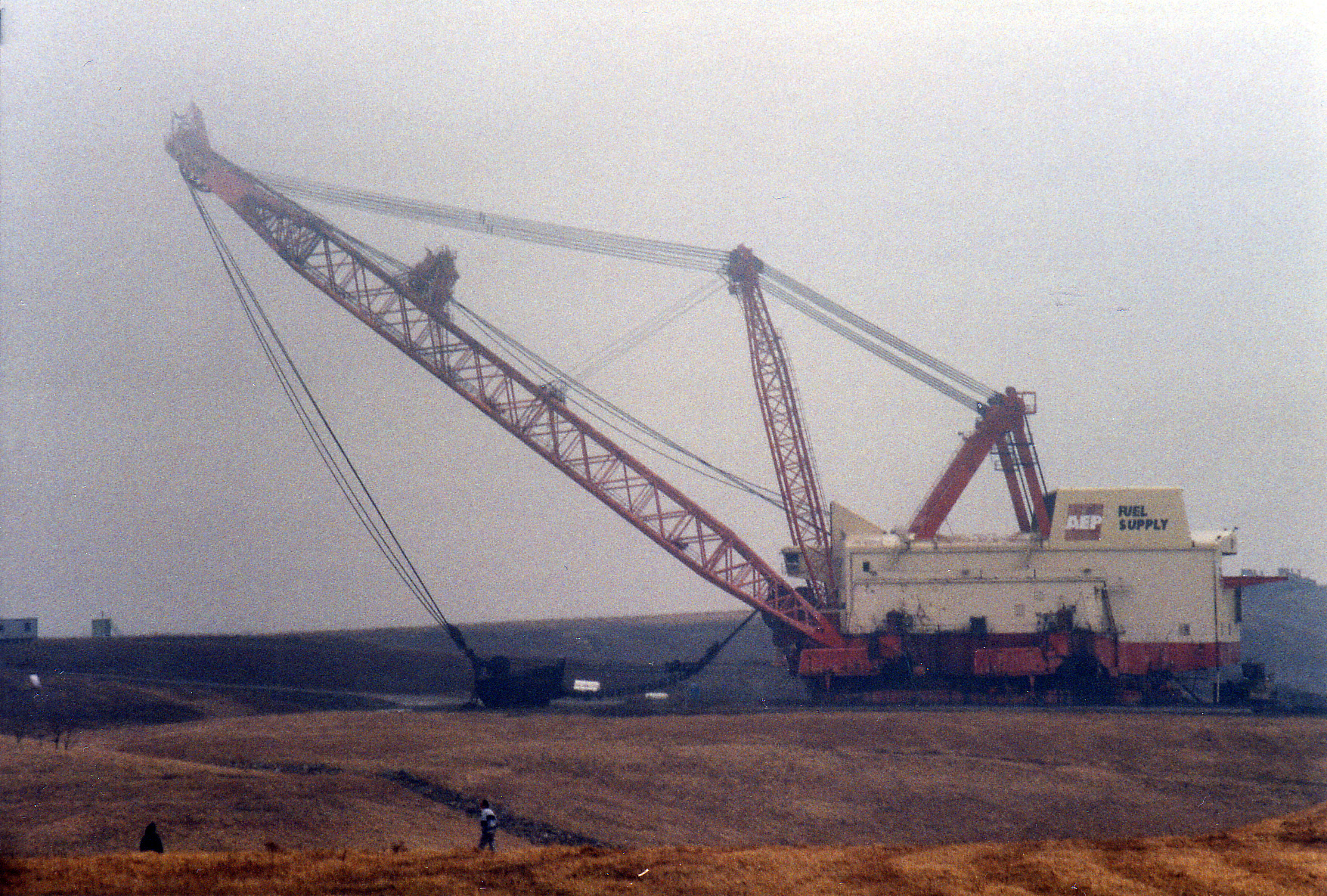
Dragline Bucyrus Big Muskie (1969-1999).

La Bucyrus Big Muskie était une dragline de type excavatrice, construite par la société américaine Bucyrus - Erie en 1969. Exemplaire unique, ce fut la plus grosse pelle mécanique du monde. Elle est restée en service jusqu'en 1991.

## Histoire
Cette machine a été fabriquée de 1967 à 1969 par le constructeur de machines Bucyrus - Erie sur commande de la compagnie Central Ohio Coal Company, une division de l'American Electric Power. Elle a été facturée 25 millions US$ (valeur 1969). Elle est la plus grosse dragline jamais construite au monde, pesant presque 13 000 tonnes. Sa fabrication a nécessité plus de 200 000 heures de travail réparties sur deux années.
Elle travailla dans une mine de charbon à ciel ouvert aux États-Unis, dans l'Etat de l'Ohio, de 1969 à 1991. Elle était alimentée par une ligne électrique directe de 13 800 V. En vingt-deux ans de service, elle a extrait plus de 465 millions de mètres cubes de terre qui ont permis de récupérer 20 millions de tonnes de charbon. 

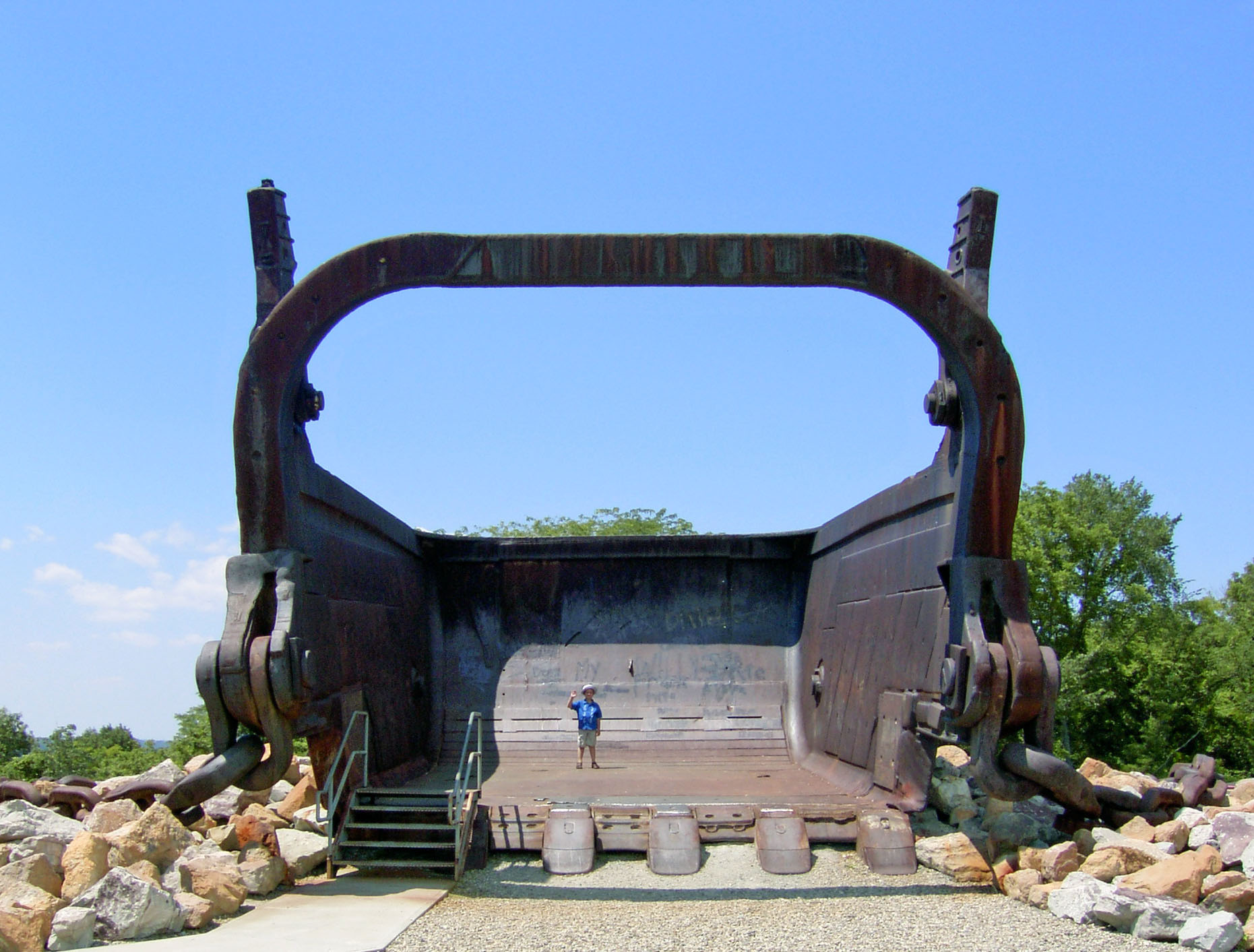
Le godet de Big Muskie.

Elle a été démolie en 1999, malgré les demandes nombreuses pour la conserver comme objet du patrimoine industriel. Le godet, pesant à lui seul 240 tonnes, est resté sur place dans la mine comme attraction touristique.
En 1994 une réserve naturelle de 4 000 hectares, appelée The Wilds, là même où avait travaillé Big Muskie, a été créée. Le terrain, devenu une propriété publique préservée, a été réaménagé et sert de réserve naturelle pour des animaux d'Afrique, d'Asie et d'Amérique du Nord.

## Caractéristiques techniques
La dragline, avec le godet au sol, est longue de 149 mètres, large de 46 mètres et haute de 68 mètres.
Elle est en service de 1969 à 1991, après quoi elle est laissée à l'abandon, avant d'être démolie en 1999.

## Autres modèles
Le constructeur américain Bucyrus - Erie a également réalisé un modèle moins spectaculaire avec la Big Brutus 1850B qui ne pesait que 5 000 tonnes.